# Icon Award (Empire Awards)
Gli Icon Award degli Empire Awards sono un riconoscimento cinematografico inglese, votato dai lettori della rivista Empire. 
Il premio viene consegnato in modo discontinuo dal 2006.

## Vincitori

### 2000
- 2006
  - Brian Cox

- 2008
  - Ewan McGregor

- 2009
  - Viggo Mortensen

### 2010
- 2010
  - Ian McKellen

- 2011
  - Gary Oldman

- 2014
  - Hugh Jackman
- 2018[1]
  - Mark Hamill